# 4 Pory RoQ
4 Pory RoQ – polski zespół wykonujący poezję śpiewaną i piosenkę autorską, z modyfikacjami tych gatunków w kierunku muzyki jazzowej, bluesowej i swingu.
Teksty piosenek pisze solistka zespołu Anna Bobruś, muzyka jest dziełem wspólnym zespołu.

## Historia
Powstał w styczniu 1992 w Chełmie jako zespół szkolny. Od początku zespół odnosił sukcesy artystyczne w młodzieżowych konkursach muzycznych. Jesienią 1992 uzyskał I miejsce w Ogólnopolskich Reprezentacjach Muzycznych CHRYPA' 92 w Krakowie. Zespół w kwietniu 2016 zagrał na koncercie w ramach cyklu Muzyczne Wędrówki Łosia i Basiora w Radio Gdańsk. Występował także na Festiwalu Doliny Sanu organizowanym w Mucznem. 4 Pory RoQ są także stałym gościem Chełmskiego Domu Kultury. W 2018 wystąpili podczas II Ogólnopolskiego Festiwalu Teatrów Alternatywnych „Hesperia” im. Czesława Dopieralskiego.

## Muzycy
Z zespołem od początku związani są Anna Bobruś – śpiew i teksty piosenek oraz Grzegorz Sykuła – gitara. Po około dwóch latach dołączył do nich Marcin Wójtowicz – gitara basowa, stanowiąc trzon zespołu. Z zespołem śpiewała Ania Dąbrowska, Kasia Łobejko, Grażyna Nowosielska i Agnieszka Dąbrowska. Na gitarze basowej grali Cezary Stopa i Krzysztof Weresiński. Na gitarze akustycznej i gitarze elektrycznej grali Robert Maik i Krzysztof Kostrubiec, a na fortepianie i gitarze Marcin Blicharz, na flecie Tomasz Iwaniuk, na perkusji Tomasz Łuc, na trąbce Marcin Grzesiuk, na akordeonie Emil Tarnowski. Od 2013 na instrumentach klawiszowych i perkusjonaliach gra Michał Słomiński.

### Obecny skład zespołu
- Anna Bobruś – wokal, perkusjonalia
- Grzegorz  Sykuła – gitara
- Marcin Wójtowicz – gitara basowa
- Michał Słomiński – instrumenty klawiszowe, perkusjonalia

## Dyskografia
| Rok  | Tytuł                             | Wydawca      |
| ---- | --------------------------------- | ------------ |
| 2006 | Collage                           | Dalmafon     |
| 2014 | Słuchowisko radiowe „Mały Książę” | Studio sQuat |
| 2018 | Nieważna 13                       | Twins Studio |

## Nagrody

### Najważniejsze osiągnięcia
- 1. miejsce w Ogólnopolskich Reprezentacjach Muzycznych CHRYPA' 92 w Krakowie
- 3. miejsce – 35 Festiwal Piosenki Studenckiej – Kraków – wraz z nagrodą prezesa TVP 2

- Udział w „Wielkim Finale” XVII Ogólnopolskich Prezentacji Piosenki Autorskiej OPPA '99
- Dwukrotnie 1. miejsce na największym Ogólnopolskim Studenckim Przeglądzie Piosenki Turystycznej YAPA

1. XIX OSPPT Yapa 1994, 11–13 marca, dyrektor – Sylwek Majewski; I miejsce ex aequo 4 Pory RoQ oraz Smak Jabłka z Piotrkowa Trybunalskiego
2. XXX OSPPT Yapa 2005, 11–13 marca, dyrektor – Maciek Mamulski; I nagroda – 4 Pory RoQ

- Udział w koncercie „Grzegorz Turnau i przyjaciele”, na zaproszenie Grzegorza Turnaua
- Udział w koncercie „Debiuty Opolskie” podczas Ogólnopolskiego Festiwalu Piosenki Polskiej
- Nagroda im. Kazimierza Andrzeja Jaworskiego w kategorii „Twórca Kultury 2009”
- Grand Prix – pierwsza edycja Oranżerii w Radzyniu Podlaskim
- Grand Prix, „Bursztynowa Łezka” w Ogólnopolskim Konkursie Poezji Śpiewanej VI Koszalińskich Spotkań z Poezją Śpiewaną
- 1. miejsce na Festiwalu Piosenki Studenckiej „Łykend” we Wrocławiu
- 1. miejsce na 6 Międzynarodowych Spotkaniach z Pieśnią i Piosenką Religijną na Kresach
- 1. miejsce na Giełdzie Piosenki Środowiskowej w Rzeszowie
- 1 nagroda czyli Złote Skrzydło na Festiwalu Bieszczadzkie Anioły 2005
- 2 nagroda – „Dębowy szczebel do kariery” na Ogólnopolskim Spotkaniu Młodych Autorów i Kompozytorów Piosenek „SMAK” – Myślibórz
- Nagroda Prezydenta Miasta Chełm za całokształt wieloletniej działalności